# 오사카텐만구역

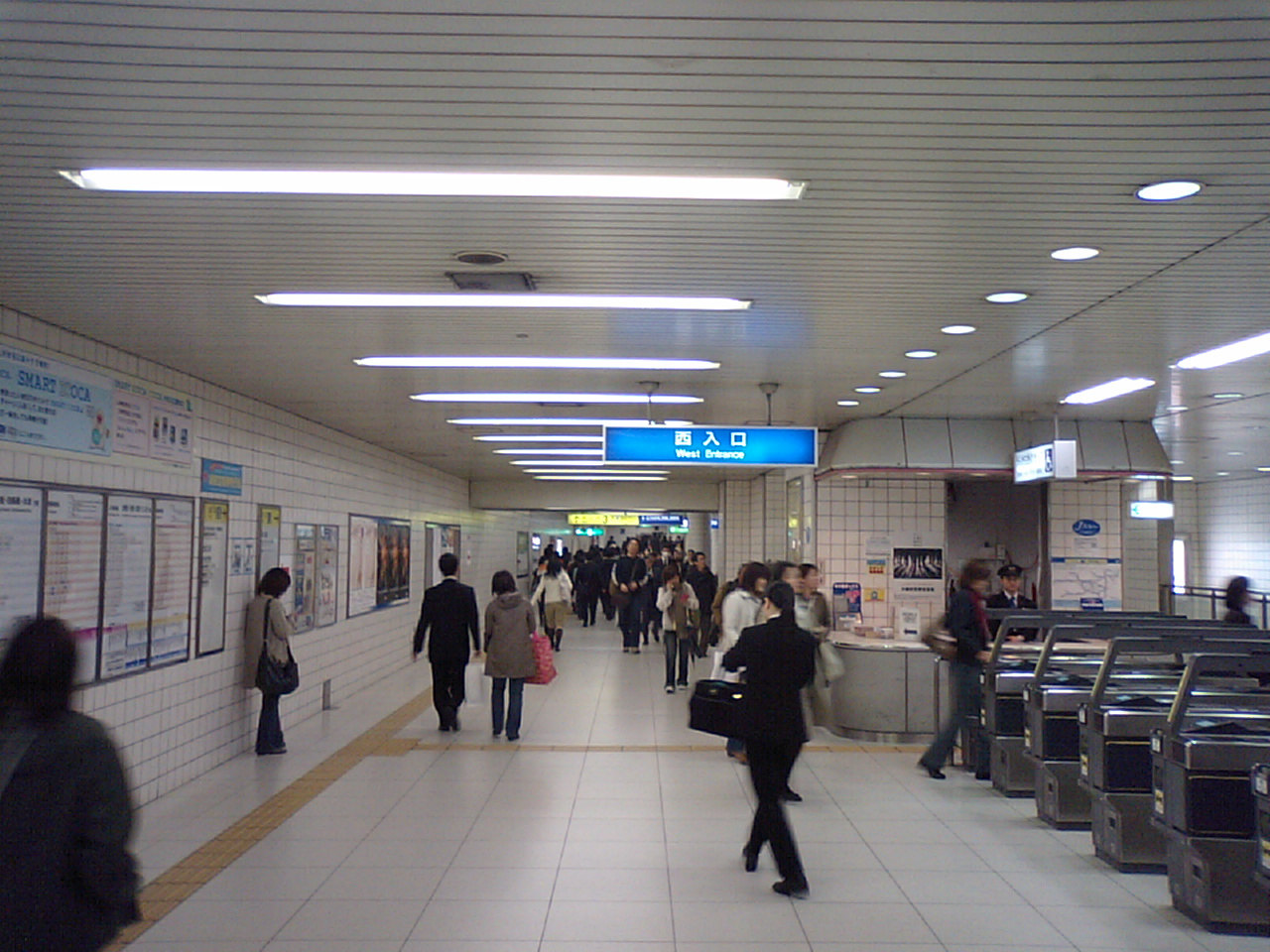
서쪽 개찰구. 안쪽으로 미나미모리마치 역의 개찰구가 보인다.

오사카텐만구역(일본어: 大阪天満宮駅, おおさかてんまんぐうえき)은 일본 오사카부 오사카시 기타구에 있는 서일본 여객철도(JR 서일본) JR 도자이 선의 철도역이다. 역의 상징은 '매실'.

## 접속하는 철도 노선
- 오사카 시 교통국 (오사카 시영 지하철 미나미모리마치 역)
  - 다니마치 선 (T21)
  - 사카이스지 선 (K13)

오사카텐만구 역명판에는 '지하철 다니마치 선 사카이스지 선 미나미모리마치 역'이라고 병기되어 있다.
덧붙여, 지하철에서의 안내방송에서는 'JR 도자이 선으로 갈아탈 수 있습니다'라고, 선명까지 붙여서 안내하고 있다. 개업할 당시만 해도 'JR선'으로 안내되다가, 현재 쓰이는 방식으로 변경되었다. 이것은 다른 JR 환승역과는 구별되는 특징이다.

## 개요 및 역 구조
1면 2선의 섬식 승강장이 있는 지하역. 개찰구는 동서에 두 곳. 지상에의 출입구는 교바시 방향에 두 곳이, 기타신치 방향에 한 곳이 존재한다. 여기에 콩코스 기타신치 방면의 연락 통로로 미나미모리마치 역과 연결되어 있다.

### 승강장
↑ 아마가사키 방면
| １２ |
교바시 방면 ↓
| 1 | ■ JR 도자이 선 (하행) | 기타신치·아마가사키·다카라즈카·산노미야 방면 |
| 2 | ■ JR 도자이 선 (상행) | 교바시·시조나와테·마쓰이야마테·나라 방면     |

## 역세권 정보 및 이용 상황
2006년도의 1일 평균 승차량은 약 22, 944명으로, 서일본 여객철도 관내 37위.

## 역사
- 1997년 3월 8일 - JR 도자이 선과 동시 개업.

## 인접역 정보
| 서일본 여객철도 JR 도자이 선        | 서일본 여객철도 JR 도자이 선                            | 서일본 여객철도 JR 도자이 선      |
| ----------------------------------- | ------------------------------------------------------- | --------------------------------- |
| 오사카 성 기타즈메 교바시·기즈 방면 | ● JR 도자이 선 ■ 쾌속, ■ 구간 쾌속, ■ 직통 쾌속, ■ 보통 | 기타신치 다카라즈카·산노미야 방면 |